# Soudage électrogaz
Le soudage électrogaz (en anglais Electrogas welding, EGW) est un procédé de soudage à l'arc continu en position verticale développé en 1961 dans lequel un arc est amorcé entre une électrode consommable et les pièces à assembler. Un gaz de protection est parfois utilisé, mais aucune pression n’est appliquée. Une différence majeure entre l'EGW et son cousin, le soudage à l'arc submergé (sous laitier), est que dans l'EGW, la position de soudure est montante, et que l'arc  ne s'éteint pas mais reste amorcé tout au long du processus de soudage. Il est utilisé pour réaliser des soudures à gorge carrée pour les joints bout à bout, en T ou angle, notamment dans l'industrie de la construction navale et dans la construction cuve.
Selon la norme internationale ISO (ISO 4063:2023), c'est une famille (sous-catégorie) de procédés ayant pour numéro d'identification le préfixe 73 (mais qui ne nomme aucun sous procédé) Son appellation par l'AWS (AWS A3.0) est EGW.

## Opération
Dans l'EGW, la chaleur de l'arc de soudage fait fondre et couler l'électrode et les pièces dans la cavité située entre les pièces à souder. Ce métal en fusion se solidifie de bas en haut, joignant les pièces à souder ensemble. La zone de soudure est protégée de la contamination atmosphérique par un gaz de protection séparé ou par le gaz produit par la désintégration d'un fil électrode fourré (voir soudage au fil fourré). L'électrode est guidée dans la zone de soudure soit par un tube qui guide l'électrode consommable, comme celui utilisé dans soudage à l'arc submergé, soit par une tête mobile. Lorsqu'un tube guide le consommable, le bain de fusion est composé de métal en fusion provenant des pièces à souder, de l'électrode et du tube de guide[pas clair]. La variante à tête mobile utilise un assemblage d'un tube guide d'électrode qui se déplace vers le haut au fur et à mesure que la soudure est posée, l'empêchant de fondre.
Le soudage électrogaz peut être appliqué à la plupart des aciers, y compris les aciers à faible et moyenne teneur en carbone, les aciers à haute résistance faiblement alliés et certains aciers inoxydables. Les aciers trempés et revenus peuvent également être soudés par ce procédé, à condition que la quantité de chaleur appropriée soit appliquée. Les soudures doivent être verticales (comme pour une soudure manuelle dite montante) avec un tolérance de 15°. En général, la pièce à usiner doit mesurer au moins 10 mm  (0,4 " en pouces) d'épaisseur, tandis que l'épaisseur maximale d'une électrode est d'environ 20 mm (0,8 "). Des électrodes supplémentaires permettent de souder des pièces plus épaisses. La hauteur de la soudure n'est limitée que par le mécanisme utilisé pour soulever la tête de soudage : en général, elle varie de 100 mm (4 ") à 20 m (50 pieds).
Comme les autres procédés de soudage à l'arc, l'EGW exige que l'opérateur porte un casque de soudage et une tenue appropriée pour éviter toute exposition au métal en fusion et au fort rayonnement UV émis par l'arc. Par rapport à d’autres procédés, une plus grande quantité de métal en fusion est présente lors du soudage, ce qui présente un risque supplémentaire de sécurité et d’incendie. Étant donné que le processus est souvent effectué à de grandes hauteurs, le travail et l'équipement doivent être correctement sécurisés et l'opérateur doit porter un harnais de sécurité pour éviter les blessures en cas de chute.

## Équipements
EGW utilise une alimentation de soudage à tension constante et à courant continu, l'électrode a une polarité positive. Le courant de soudage peut varier de 100 à 800 A et la tension peut varier entre 30 à 50 V. Un dévidoir est utilisé pour alimenter l'électrode, qui est sélectionnée en fonction du matériau à souder. L'électrode peut être fourrée pour protéger la soudure contre la contamination atmosphérique, ou un gaz de protection (généralement du dioxyde de carbone ) peut être utilisé avec un fil-électrode solide. La tête de soudage est fixée à un appareil qui s'élève pendant le processus de soudage. Des patins de support sont également fixés à l'appareil, pour maintenir le bain de fusion et ainsi avoir un cordon de soudure à la largeur des pièces (pas ou peu de surépaisseur). Pour éviter qu'ils ne fondent, ils sont en cuivre et sont refroidis à l'eau. Ils doivent être bien ajustés contre le joint pour éviter les fuites.

### Normes et standards
1. ↑  ISO, « ISO 4063:2023 : Soudage, brasage et coupage », Nomenclature et numérotation des procédés [archive] , sur Organisation internationale de normalisation, 2023 (consulté le 12 mars 2024)
2. ↑  AWS, « AWS A3.0M/A3.0:2020 » [archive] , sur Normadoc, 2020 (consulté le 21 mars 2024)

### Ouvrages
- (en) Howard B. Cary et Scott C. Helzer, Modern Welding Technology, Pearson/Prentice Hall, 2005, 715 p. (ISBN 978-0-13-113029-6, lire en ligne)